# Eva Koreman

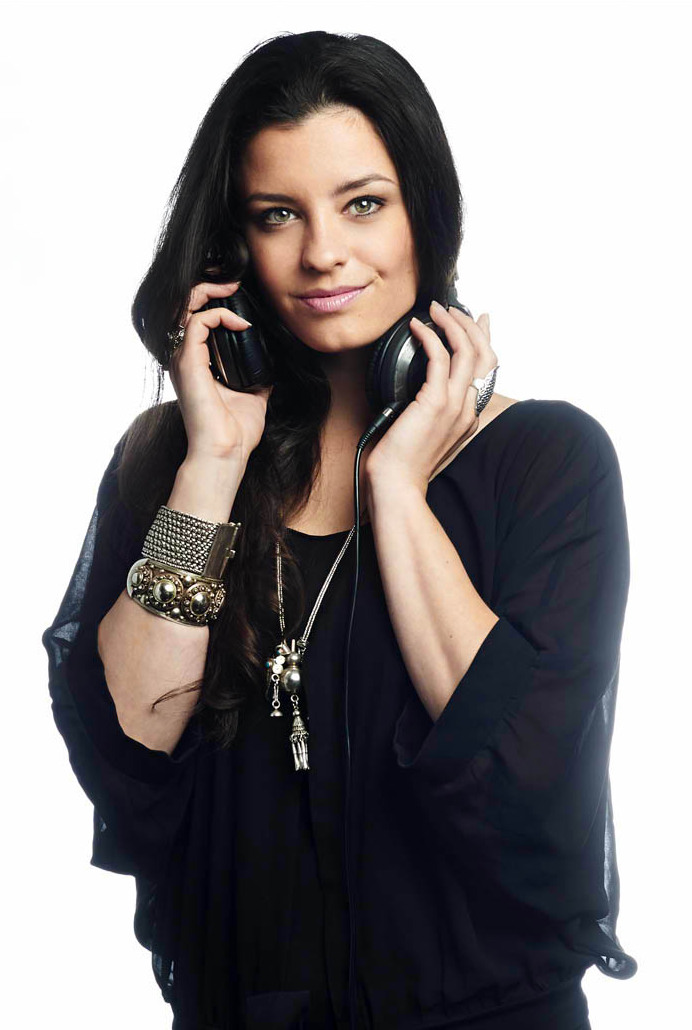
Eva Koreman

Eva Koreman (ur. 10 lipca 1984 w Abbekerk) – holenderska prezenterka radiowa.

## Życiorys
Koreman uczęszczała do szkoły średniej St. Ignatiusgymnasium w Amsterdamie. Po tym, jak nie dostała się na medycynę, rozpoczęła studia na wydziale Bèta-Gamma na Uniwersytecie Amsterdamskim. W tym okresie nawiązała kontakt z AmsterdamFM i zdobyła dyplom Bèta-Gamma Bachelor z zakresu socjologii.
Po studiach uczęszczała do V-Academy organizacji Veronica i kontynuowała pracę w AmsterdamFM. Początkowo pracowała w redakcji zajmującej się wiadomościami i została później współprezenterem. Prowadziła następujące programy: Amsterdam Wordt Wakker, Het Radioavontuur i Het Generatieconflict.
Od 1 października 2010 do 18 czerwca 2015 pracowała w holenderskiej radiostacji Q-music. Najpierw w programie codziennym, dwa lata później w programie weekendowym i kilku programach nocnych a od marca 2013 została współprezenterem w programie Van Inkel in de Middag. Od listopada 2013 prowadziła piątkowy program z Niek van der Bruggen, ale od lutego 2014 otrzymała własny program w nocy z piątku na sobotę.
Od sierpnia 2014 prowadziła razem z Joepem Roelofsenem od poniedziałku do czwartku program Joep & Eva od 21:00 do 24:00. Od 2015 roku prowadziła w każde piątkowe popołudnie program w KX Radio. 18 czerwca 2015 poprowadziła swoją ostatnią audycję w Q-music. Od 1 sierpnia 2015 pracuje w radiu NPO 3FM należącym do BNN, gdzie prowadzi razem z Giel Beelen program Eva en Giel oraz własne programy prowadzone w godzinach nocnych z piątku na sobotę (od 0:00 do 03:00) i w sobotnie wieczory od 21:00 do 00:00.
W 2011 Eva została nominowana do Marconi Award i nagrody RadioBitches w kategorii Aanstormend Talent. W 2013 otrzymała nominację do nagrody Zilveren RadioSter Vrouw.
Do 2012 roku była Eva perkusistką w założonej razem z Celine Prins, grupie poprockowej The Fox. Musiała zakończyć współpracę z braku czasu. Od lutego 2013 Eva pisze dla wersji online gazety AD.